# Пузава камењарка
  је биљка распрострањена на северу чак до Гренланда и северног Сибира, на западу до Сијера Неваде и Стеновитих планина, те на југоистоку до грчких планина, и то од 400 до 3500 метара надморске висине.

## Опис
Стабљике су многобројне, најчешће пузеће или уздигнуте, разбацане или сложене у густ, јако разгранат бусен, те густо покривене цријепасто постављеним листовима. Светне стабљике су усправне, дуге до 5 центиметара, једноцветне, покривене коврџавим длакама или готово голе. Листови су наспрамни, на врху затупљени, обрнутојајолики или јајасто-ланцетасти. Дуги су 2-8 милиметара, широки 1-3 милиметра и меснати, одоздо чунасти и голи. При ободу су обрасли трепљама; старији су задебљали, на врху са утиснутим кречњачким љуспицама, којих може бити 1-5. Цветови су готово седећи и појединачни. Чашични листићи су јајолики, дуги 2,5-5 милиметара, широки 1,3-4 милиметра. На врху су затупасти, покривени трепљама и длакама, или у неким ситуацијама могу бити жљездасти. Крунични листићи су ружичасти, црвенкасти до пурпурни. Када су осушени постају љубичасте боје, ређе бели. Обрнутојајолики су, дуги 7-11 милиметара, широки 1,5-8 милиметара, са пет до десет нерава, 2-3 пута дужи од чашичних листића. Прашници су нешто краћи од круничних листића; антере наранџасте, код сувих примјерака сивољубичасте боје. Чахура је јајаста, дужине 3-6 милиметара, са разведеним жиговима. Семе је јајасто, дужине 0,8-1 милиметара, жарке боје. 

## Уопштено
Врста има аркто-алпско и циркумполарно распрострањење. Насељава плитка кречњачка и силикатна земљишта – литосоле, регосоле, меланосоле и ранкере. Најчешће је налазимо као члана заједница у пукотинама стијена алпинског појаса, у заједницама сипара, планинских рудина или вегетације око снежника. На највишим црногорским планинама ова врста је заступљена у облику који је означен као S.o.var.meridionalis Terr., који се одликује нешто крупнијим и ушиљенијим листовима од тишичне форме. 